# Veliki Borak
Veliki Borak (cyr. Велики Борак) – wieś w Serbii, w mieście Belgrad, w gminie miejskiej Barajevo. W 2011 roku liczyła 1357 mieszkańców.